# Брентино-Беллуно
Брентино-Беллуно (итал. Brentino Belluno) — коммуна в Италии, располагается в провинции Верона области Венеция.
Население составляет 1376 человек (2008 г.), плотность населения составляет 52 чел./км². Занимает площадь 26 км². Почтовый индекс — 37020. Телефонный код — 045.
Покровителем коммуны почитается святой Иоанн Креститель в Беллуно, празднование 24 июня, и святой апостол Иаков Старший в Ривальта, празднование 25 июля.

## Демография
Динамика населения:

## Администрация коммуны
- Официальный сайт: http://www.comune.brentino.vr.it/